# (28895) 2000 LS9
2000 أل أس 9 (ويعرف أيضًا باسم (28895) 2000 أل أس 9 وفق تسمية الكوكب الصغير) (بالإنجليزية: 2000 LS9)‏ هو كويكب ضمن حزام الكويكبات؛ وترتيبه 28895 من حيث الاكتشاف.
اكتُشف هذا الجُرم الفلكي بواسطة بحث لنكولن عن الكويكبات القريبة من الأرض في 6 يونيو 2000.

## وصلات خارجية
- (28895) 2000 LS9 في قاعدة بيانات مختبر الدفع النفاث لأجرام النظام الشمسي الصغيرة

- الاكتشاف · مخطط المدار ·  العناصر المدارية · المعلمات المادية

- (28895) 2000 LS9 على موقع ويكي سكاي: DSS2, SDSS, GALEX, IRAS, Hydrogen α, X-Ray, Astrophoto, Sky Map, Articles and images